# AS Adema-SO de l'Emyrne 149-0
La partita di calcio tra AS Adema e SO de l'Emyrne, disputatasi giovedì 31 ottobre 2002 e valevole per il campionato professionistico del Madagascar, detiene il primato di partita ufficiale con il maggior numero di reti segnate, essendo terminata con il punteggio di 149-0 in favore dell'AS Adema.

## Avvenimenti

### Antefatto
Entrambe provenienti dalla città di Antananarivo, capitale del Madagascar, l'AS Adema e il SO de l'Emyrne si fronteggiarono in un derby valido per l'ultima giornata del campionato nazionale, strutturato in un girone all'italiana composto da quattro diverse squadre; tuttavia, l'incontro sarebbe stato ininfluente ai fini della classifica finale poiché nel turno precedente il SO de l'Emyrne aveva pareggiato contro il Domoina Soavina a causa di un contestato calcio di rigore assegnato dall'arbitro Benjamin Razafintsalama.
Alla vigilia dell'ultima giornata, la classifica era la seguente:
| #  | Squadra           | Punti | Vittorie | Pareggi | Sconfitte |
| -- | ----------------- | ----- | -------- | ------- | --------- |
| 1. | AS Adema          | 10    | 3        | 1       | 1         |
| 2. | SO de l'Emyrne    | 6     | 1        | 3       | 1         |
| 3. | Domoina Soavina   | 6     | 1        | 3       | 1         |
| 4. | US Ambohidratrimo | 3     | 0        | 3       | 2         |

### Pre-partita
Benjamin Razafintsalama fu nominato arbitro anche per il derby tra l'AS Adema e il SO de l'Emyrne, suscitando le rimostranze dell'allenatore di questi ultimi; contrariato dal calcio di rigore fischiato contro la sua squadra nella partita precedente, il tecnico invitò i propri calciatori a realizzare volontariamente delle autoreti in segno di protesta.

### Partita
Per tutti i novanta minuti di gioco, i calciatori del SO de l'Emyrne segnarono volontariamente nella propria porta; i tifosi, furibondi, abbandonarono le tribune chiedendo invano il rimborso del biglietto.
In ragione del punteggio, oltre al primato di reti segnate, si superò anche il record di differenza reti detenuto dagli scozzesi dell'Arbroath, che nel 1885 sconfissero il Bon Accord di Aberdeen per 36-0.

### Conseguenze
Nei giorni seguenti, la federazione del Madagascar squalificò il SO de l'Emyrne da tutti i tornei professionistici per dieci anni; la squadra fu quindi costretta a ripartire dai dilettanti e chiuse i battenti nel 2006.
A livello individuale, l'allenatore del SO de l'Emyrne fu punito con tre anni di squalifica, mentre alcuni calciatori furono sospesi fino all'inizio del campionato successivo.

## Tabellino
| Arbitro: | Benjamin Razafintsalama |

|              |           |  |
| Autogol x149 | Marcatori |  |

| AS Adema | SO Emyrne |

| P            | 1  | Bruno Rajaozara             |
| D            | 2  | Leonard Baraka              |
| D            | 3  | Tojonavalona Rajaonarisoa   |
| D            | 4  | Tsima Eddy Randriamihaja    |
| D            | 5  | Jean Tholix                 |
| C            | 6  | Jean Fidele Randriamala     |
| C            | 7  | Damien Mahavony             |
| C            | 8  | Guy Hubert Mamihasindrahona |
| A            | 9  | Milison Niasexe             |
| A            | 10 | Jean Natal Ratsimialona     |
| A            | 14 | Jean Tsaralaza              |
| Allenatore:  |    |                             |
| Auguste Raux |    |                             |

| P                         |  | Dominique Rakotonandrasana   |
| D                         |  | Olivier Rakotondranoro       |
| D                         |  | Mamisoa Razafindrakoto       |
| D                         |  | Jimmy Radafison              |
| D                         |  | Rakotoarimanana Tolojanahary |
| C                         |  | Manitranirina Andrianiaina   |
| C                         |  | Eric-Julien Rakotondrabe     |
| C                         |  | Rija Juvence                 |
| A                         |  | Rija Rakotomandimby          |
| A                         |  | Nicolas Rakotoarimanana      |
| A                         |  | Nathalie Suivestin           |
| Allenatore:               |  |                              |
| Ratsimandresy Ratsarazaka |  |                              |